# 원시배선규조류
원시배선규조류(原始背線硅藻類)는 돌말류(또는 규조류) 분류군의 하나이다. 원시배선규조강(Bacillariophyceae) 또는 원시배선규조아강(Bacillariophycidae)으로 분류한다.
전통적으로 돌말강의 우상규조목(羽狀硅藻目, Pennales)에 속하는 원시배선규조아목(原始背線硅藻亞目) 분류군과 유사하다.

## 하위 목
조류 정보 사이트(AlgaeBase)가 분류하는 원시배선규조아강(Bacillariophycidae)의 최신 분류는 아래와 같다.
- 원시배선규조류 또는 원시배선규조아강 (Bacillariophycidae)
  - 윷돌말목 (Bacillariales)
  - 낟알돌말목 (Cocconeidales)
  - 반달돌말목 (Cymbellales)
  - Dictyoneidales
  - 현돌말목 (Lyrellales)
  - 잎새돌말목 (Mastogloiales)
  - 쪽배돌말목 (Naviculales)
  - 활돌말목 (Rhopalodiales)
  - 방패돌말목 (Surirellales)
  - Thalassiophysales